# Saltos ornamentais nos Jogos Pan-Americanos de 2011 - Plataforma de 10 m sincronizado feminino
A competição da plataforma de 10 m sincronizado feminino foi um dos eventos dos saltos ornamentais nos Jogos Pan-Americanos de 2011, em Guadalajara. Foi disputada no Centro Aquático Scotiabank no dia 27 de outubro.

## Calendário
Horário local (UTC-6).
| Data          | Horário | Fase   |
| ------------- | ------- | ------ |
| 27 de outubro | 19:30   | Finais |

## Medalhistas
| Ouro   | MEX Paola Espinosa e Tatiana Ortiz     |
| Prata  | CAN Meaghan Benfeito e Roseline Filion |
| Bronze | CUB Yaima Mena e Annia Rivera          |

## Resultados
| Pos.              | Saltadores                       | País               | Pontos  | Pontos  | Pontos  | Pontos  | Pontos  | Pontos | Pontos |
| Pos.              | Saltadores                       | País               | Salto 1 | Salto 2 | Salto 3 | Salto 4 | Salto 5 | Total  |        |
| ----------------- | -------------------------------- | ------------------ | ------- | ------- | ------- | ------- | ------- | ------ | ------ |
| Medalha de ouro   | Paola Espinosa Laura Sánchez     | MEX México         | 51.00   | 49.20   | 70.08   | 80.19   | 75.84   | 326.31 |        |
| Medalha de prata  | Meaghan Benfeito Roseline Filion | CAN Canadá         | 48.60   | 52.80   | 70.08   | 73.26   | 73.92   | 318.66 |        |
| Medalha de bronze | Yaima Mena Annia Rivera          | CUB Cuba           | 42.60   | 45.00   | 55.44   | 64.80   | 61.44   | 269.28 |        |
| 4                 | Amelia Cozad Amy Korthauer       | USA Estados Unidos | 44.40   | 48.00   | 51.30   | 44.16   | 69.30   | 257.16 |        |
| 5                 | María Betancourt Lisette Ramírez | VEN Venezuela      | 42.00   | 41.40   | 43.50   | 48.96   | 54.00   | 229.86 |        |
| 6                 | Natali Cruz Andressa Mendes      | BRA Brasil         | 42.60   | 39.00   | 53.76   | 46.80   | 44.55   | 226.71 |        |